# Kanierga
Kanierga (ros. Канерга) – wieś (sieło) w Rosji, w obwodzie niżnonowogrodzkim, w rejonie ardatowskim. W 2010 liczyła 184 mieszkańców.